# Hesperophylax alaskensis
Hesperophylax alaskensis là một loài Trichoptera trong họ Limnephilidae. Chúng phân bố ở miền Tân bắc.